# Dicaelognathus mongolicus
Dicaelognathus mongolicus är en stekelart som beskrevs av Gokhman 1990. Dicaelognathus mongolicus ingår i släktet Dicaelognathus och familjen brokparasitsteklar. Inga underarter finns listade i Catalogue of Life.